# جامع مالك بن أنس

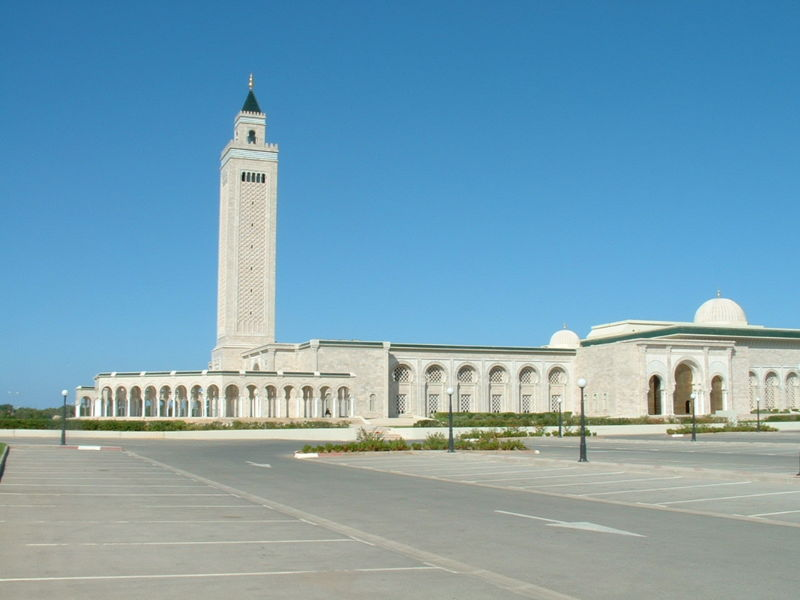
جامع العابدين

جامع  أنس ابن مالك  (سابقا جامع العابدين) يقع الجامع في قرطاج ويتكون من بيت للصلاة تقدّر مساحته بـ 1200 م² يتسع لـ 1700 مصلي ومن صحن مربـّع الشكل يمسح 1500 م² وفضاءات مختلفة الوظائف تتجاوز مساحتها 3000 م².
استغرق بناء الجامع ثلاث سنوات. انطلق تشييده يوم 16 نوفمبر 2000، وافتتح ليلة 17 رمضان 1424 هـ الموافق للحادي عشر من نوفمبر 2003.

## مقالات ذات صلة
- قائمة مساجد تونس